# Battaglia di Marj al-Suffar (1303)
La battaglia di Marj al-Suffar, anche nota come battaglia di Shaqhab, ebbe luogo il 18 o il 20 aprile 1303 tra i Mamelucchi e i Mongoli e i loro alleati Armeni nelle vicinanze di Kiswe (Siria), appena a sud di Damasco. La battaglia si concluse con una catastrofica disfatta dei Mongoli, mettendo fine al tentativo di Ghazan Khan d'invadere la Siria mamelucca.

## Precedenti conflitti tra Mongoli e musulmani
Una serie di vittorie mongole, a partire dal 1218 quando essi invasero la Corasmia, dette rapidamente ai Mongoli il controllo sulla Persia e sul Sultanato di Rum in Asia Minore. Il loro esercito si rafforzò grazie alle truppe di regni vassalli, quali il Regno armeno di Cilicia e il Regno di Georgia, che consentirono nel 1258 ai Mongoli di espugnare e saccheggiare Baghdad (si veda Presa di Baghdad), e nel 1260 a ciò seguì la conquista di Aleppo e di Damasco. Nello stesso anno, i Mongoli patirono però la loro prima pesante sconfitta nella battaglia di ʿAyn Jālūt a opera dei Mamelucchi d'Egitto, che obbligò i Mongoli ad abbandonare Damasco e Aleppo ed a riattraversare l'Eufrate.

## Eventi prima della battaglia
Nel 1303 Ghazan Khan mandò il suo generale Qutlugh-Shāh alla guida di un esercito per riconquistare la Siria. Gli abitanti assieme ai governatori di Aleppo e Hama si rifugiarono a Damasco per sfuggire ai mongoli. Proprio in quel momento Baybars II si trovava a Damasco e inviò un messaggio al sultano d'Egitto al-Nasir Muhammad, chiedendogli di venire a combattere i Mongoli. Il sultano arrivò in Siria mentre i questi stavano attaccando Hama. I Mongoli raggiunsero la periferia di Damasco il 19 aprile, scontrandosi con l'esercito del sultano.

## Battaglia
La battaglia iniziò il 20 aprile 1303. L'esercito di Qutlugh-Shāh si collocò nei pressi di un fiume. La battaglia iniziò quando l'ala sinistra di Qatlugh-Shāh attaccò l'ala destra dell'esercito mamelucco. Gli Egiziani subirono pesanti perdite ma le truppe che presidiavano il centro dello schieramento mamelucco, sotto il comando degli emiri Salar e Baybars al-Jashankir, avanzarono e attaccarono i Mongoli. Questi tuttavia continuarono a premere sul fianco destro dell'esercito egiziano e molti musulmani pensarono che la battaglia fosse perduta. Il fianco sinistro mamelucco, tuttavia, resistette.

Qutlugh-Shāh raggiunse la cima di una collina nelle vicinanze, sperando di assistere alla vittoria delle sue armate, ma proprio mentre stava dando ordini al suo esercito, gli egiziani circondarono la collina. Ciò comportò pesanti perdite per i Mongoli.

La mattina successiva i Mamelucchi lasciarono fuggire i Mongoli verso il Wadi Arram, dove ricevettero dei rinforzi. Tuttavia, quando i Mongoli raggiunsero il fiume e iniziarono a bere, il sultano li attaccò e la battaglia durò fino a mezzogiorno. Il giorno successivo, lo scontro era finito.

## Conclusione
Secondo lo storico medievale egiziano al-Maqrizi, quando Qutlugh-Shāh raggiunse Ghazan Khan a Kushuf dopo la battaglia per informarlo della sconfitta mongola, il Khan si infuriò a tal punto che gli sanguinò il naso.
Subito dopo la vittoria, il sultano si recò a Damasco, mentre l'esercito mamelucco inseguiva i Mongoli fino a Qaryatayn. Quando il sultano tornò al Cairo entrò dalla Bāb al-Naṣr ("Porta della Vittoria") con i prigionieri mongoli in catene. Cantanti e danzatori vennero chiamati da tutto l'Egitto per celebrare l'importante vittoria e i festeggiamenti durarono numerosi giorni.